# International striped horse
International striped horse är inte en egen hästras, utan är en färgtyp som registreras i föreningen "International Striped Horse Association". Hästar som registreras uppvisar ränder i sin vanliga pälsfärg, så kallat brindle. Detta är mycket ovanligt hos hästar och föreningen arbetar på att ta vara på hästar som visar upp dessa ränder, bland annat så att man kan studera dem. Eftersom man registrerar hästar efter färg och inte efter ett speciellt utseende kan dessa hästar se ut precis hur som helst, och även tillhöra andra raser. Eftersom man inte avlar dessa hästar som en egen ras så registreras hästarna efter olika koder och det finns inte heller någon stambok. 

## Historia
Den första randiga hästen nämndes i skrift så sent som 1930 i en artikel om sydamerikanska criollohästar. Artikeln skrevs av Emilio Solanet, och publicerades i Journal of Heredity. J.A Lusis publicerade även han ett avsnitt i sin bok Genetica där han skrev om randiga mönster hos tama hästar. Han beskrev då en rysk vagnshäst som levde under 1800-talet och som fanns bevarad och uppstoppad på ett museum i Ryssland. 
Trots att det finns hästar att studera har forskarna inte hittat tillräckligt med genetisk information hos just hästar för att komma fram till vad dessa ränder beror på. Primitiva hästar som den mongoliska vildhästen Przewalski, den norska Fjordhästen eller Tarpanen visar ofta upp zebraränder på benen och en karaktäristisk ål, dvs en mörkare rand, längs ryggraden. Brindle och andra typer av ränder som inte associeras med den blacka färgen har hittats hos bland annat Quarterhästen, det engelska fullblodet, arabiska fullblod och det bayerska varmblodet. Hästar med spansk härkomst som t.ex. mustangen eller Criollon och hästar i Nederländerna har också visat upp ränder. 
Denna ål återfinns ofta hos blacka hästar och man har funnit ett samband mellan ränder och genen D som bleker hästens normal pälsfärg och ger black istället. För närvarande har man dock bara hittat "markörer" som visar detta samband, men inte de gener som orsakar dem hos vissa hästar. 
Brindle och andra typer av randiga mönster är dock väldigt ovanligt hos hästar vilket har gjort det ännu svårare för forskarna att hitta de gener som orsakar dem. För att underlätta forskningen och för att ta vara på randiga hästar startades föreningen "International Striped Horse Association" år 1988 som arbetade med att registrera randiga hästar. Föreningen startades av Mary Jagow i Silver Cliff, Colorado. Dock stängdes registret år 1999 på grund av brist på nyregistrerade hästar. 
Idag kan dessa randiga hästar istället registreras i föreningen "Brindle and Striped Equine International", som även registrerar andra hästdjur som åsnor, mulor och mulåsnor. Även zebror eller zebrahybrider kan registreras i en egen del av registret. 
Hästar som är brindlefärgade kan även registreras i "American Brindle Equine Association". 

## Egenskaper

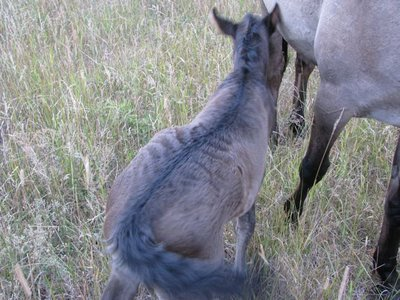
Detta blacka föl visar upp ränder längs ålen.

Då International striped horse, inte är en egen hästras så varierar egenskaperna från individ till individ. De kan vara allt från små ponnyer till stora kallblodshästar. Dock måste hästarna visa upp en randig päls som har dokumenterats, erkänts och accepterats av föreningen för hästen. Inte heller kräver registret att hästen ska vara registrerad någon annanstans, eller att den ska ha känd stamtavla eller härkomst. 
Idag registrerar man efter olika mönster: 
- Brindle: Hästen visar tydligt marmorerat, randig hårrem i två olika toner av sin grundfärg. Detta är den ovanligaste färgen.
- Netting: Hästen ser ut att ha ett mörkare fisknätsmönster över ryggen, i manken och över korset. Detta hittas främst hos blacka hästar.
- Ribbing: Är ljusare ränder som uppträder över sidan på hästen, längs revbenen. Dessa ränder kan vara fläckiga eller prickiga eller helt vita och uppträder oftast hos stickelhåriga eller tigrerade hästar.
- Dun markings: Hästar som har unika eller väldigt kraftiga tecken som vanligtvis finns hos blacka hästar. Dessa tecken kan vara fiskbensmönster längs ålen, en zickzackmönstrad ål eller andra ovanliga randiga mönster. [5]